# Sommerschafweide Kleiner Kapf und Tal, Sommerschafweide im Heinach
Das Gebiet Sommerschafweide Kleiner Kapf und Tal, Sommerschafweide im Heinach ist ein vom Landratsamt Münsingen am 31. Mai 1955 durch Verordnung ausgewiesenes Landschaftsschutzgebiet auf der Gemarkung der Gemeinde Pfronstetten.

## Lage
Das etwa 28,5 Hektar große Landschaftsschutzgebiet liegt etwa einen halben Kilometer nördlich der Ortslage von Pfronstetten. Es gehört zum Naturraum Mittlere Flächenalb.
Geologisch stehen die Formationen der Unteren Massenkalke des Oberjuras an.

## Landschaftscharakter
Das Gebiet wird im Kern von einer Wacholderheide geprägt. Im Osten und Norden befinden sich Waldbestände, die teils aus Aufforstungen hervorgegangen sind und teils durch Sukzession entstanden sind. Die Waldbereiche sind kleinflächig als Blockwälder ausgebildet und weisen Felsformationen und eine Karsthöhle auf. Im Nordosten befinden sich einige größere Feldgehölze und ein Sportgelände mit Fußballplätzen. Im Westlichen Bereich wurde eine Erddeponie angelegt. Jenseits der Deponie und des umgebenden Waldbestands befinden sich in einem schmalen Fortsatz des Schutzgebiets weitere Magerrasen und magere Flachland-Mähwiesen.